# Frattamaggiore
Frattamaggiore és un municipi italià, situat a la regió de Campània i a la Ciutat metropolitana de Nàpols. L'any 2011 tenia 30.241 habitants.